# 岳希新
岳希新（1911年9月29日—1994年8月30日），中国矿床地质及矿产普查勘探学家。生于吉林省吉林市。1937年毕业于北京大学地质系。1980年当选为中国科学院学部委员(院士)。曾任地质矿产部地矿司总工程师、国土资源部咨询研究中心咨询委员。